# Gentianella oranensis
Gentianella oranensis är en gentianaväxtart som först beskrevs av Fabris, och fick sitt nu gällande namn av Filippa och Barboza. Gentianella oranensis ingår i släktet gentianellor, och familjen gentianaväxter. Inga underarter finns listade i Catalogue of Life.